# Massimo Ghirotto
Massimo Ghirotto (nascido a 25 de junho de 1961 em Boara Pisani) foi um ciclista italiano, profissional entre 1983 e 1995. A sua primeira grande vitória obteve-a no Tour de France de 1988 quando um gendarme confundiu a Philippe Bouvatier e Robert Millar e Ghirotto, terceiro, se fez com a etapa; posteriormente ganhou outra etapa no Tour, 1 etapa na Volta a Espanha e 3 etapas no Giro d'Italia como vitórias mais destacadas. Por outra parte esteve a mal 500 m de se fazer com o Campeonato Mundial em Estrada 1994 mas uma arrancada de Luc Leblanc lhe passou se tendo que conformar com o quarto posto.
Depois da sua retirada foi director desportivo, especialmente de equipas de ciclismo de montanha.

## Palmarés
| - 1986 - 1 etapa da Volta à Suíça - 3.º no Campeonato da Itália em Estrada - 1987 - Troféu Baracchi (fazendo casal com Bruno Leali) - Troféu Matteotti - Coppa Placci - 1988 - 1 etapa do Tour de France - Grande Prêmio Indústria e Artigianato-Larciano - 1989 - 1 etapa da Volta a Espanha - 1990 - 1 etapa do Tour de France - Giro do Veneto - Tour de Umbria | - 1991 - 1 etapa do Giro d'Italia - 1 etapa do Giro do Trentino - 1992 - Tre Valli Varesine - Wincanton Classic - Giro do Veneto - 1993 - 1 etapa do Giro d'Italia - Tre Valli Varesine - Prêmio da Combatividade do Tour de France - 1994 - 1 etapa do Giro d'Italia - Volta aos Vales Mineiros |

## Resultados nas grandes voltas
| Carreira           | 1983 | 1984 | 1985  | 1986 | 1987  | 1988 | 1989 | 1990 | 1991 | 1992 | 1993 | 1994 | 1995 |
| ------------------ | ---- | ---- | ----- | ---- | ----- | ---- | ---- | ---- | ---- | ---- | ---- | ---- | ---- |
| Giro d'Italia      | -    | -    | 125.º | 86.º | 60.º  | 18.º | 68.º | 34.º | Ab.  | 55.º | 69.º | 41.º | 95.º |
| Tour de France     | -    | -    | -     | -    | 109.º | 85.º | -    | 95.º | -    | 40.º | 33.º | 75.º | -    |
| Volta a Espanha    | -    | -    | -     | -    | -     | -    | 76.º | -    | -    | -    | -    | -    | -    |
| Mundial em Estrada | -    | -    | -     | -    | 56.º  | 45.º | -    | -    | -    | 22.º | 38.º | 4.º  | -    |

-: não participa

Ab.: abandono

## Equipas
- GIS Gelati (1983)
- GIS-Tuc Lu (1984)
- Carrera (1985-1992)
- ZG Mobili (1993-1995)